# Rhombotoya epimelas
Rhombotoya epimelas är en insektsart som först beskrevs av Ronald Gordon Fennah 1958.  Rhombotoya epimelas ingår i släktet Rhombotoya och familjen sporrstritar. Inga underarter finns listade i Catalogue of Life.